# Pax (dirigível)
Pax foi um dirigível semirrígido. Um acidente fatal ocorrido no seu primeiro voo, em 12 de Maio de 1902, em Paris, vitimou seu projetista Augusto Severo de Albuquerque Maranhão e o mecânico Georges Saché.

## História
Tinha cerca de 31m de comprimento e um volume de 2493 m³. Possuía uma estrutura leve com duas hélices instaladas nas extremidades. Outras cinco hélices desempenhavam as funções de leme e estabilizador. Os dois motores, de 16 e 24 cv, eram de fabricação da Buchet.
Foi construído por Henri Lachambre em Paris, ao custo foi de 175.000 francos. O balão foi inicialmente projetado para ser inflado com gás de carvão, ter 28m de comprimento e 11,5m no maior diâmetro. A plataforma da gôndola tinha 14 metros de comprimento e era pendurada com fios de metal na "camisa" de rede do balão. A construção utilizou bambu, madeira leve, alumínio e arame de aço. Era impulsionado por duas hélices, uma com 6m de diâmetro na parte de trás e uma com 3,9m de na frente do aeróstato.

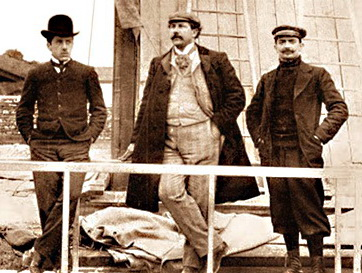
Da esquerda para a direita: Alvaro Reis, Augusto Severo e Georges Saché.

Além disso, uma hélice de nacele com um diâmetro de 3m estava localizada na parte traseira, que deveria compensar o arrasto aerodinâmico da mesma. Em vez do leme usual, Severo usava duas hélices de controle, instaladas na frente e na traseira da plataforma, na direção oposta à da viagem. Todas as hélices eram de pá dupla e movidas por dois motores Buchet montados na frente e atrás da plataforma de gôndola. O motor traseiro tinha 24 cv e o dianteiro 16 cv.
Verificou-se que a capacidade de ascensão era pequena e, portanto, as dimensões foram aumentadas para 30m de comprimento e 12,4m de diâmetro. Além disso, foi preenchido com o mais leve hidrogênio para que o balão suportasse o peso dos dois ocupantes e, usou-se lastro. Numa experiência realizada em 4 de Maio, 10 homens tiveram que segurá-lo com uma corda de dez metros enquanto as hélices estavam em funcionamento. Um segundo teste em 7 de Maio mostrou, como no anterior, o funcionamento adequado dos vários mecanismos.
Com boas condições do climáticas, aguardaram durante a tarde de 11 de Maio, até as 5 horas da manhã do dia seguinte. Ambos iniciaram a viagem de Paris a Issy-les-Moulineaux. Depois da decolagem bem sucedida, um dos motores parou a cerca de 400m de altitude, o que foi seguido por uma explosão. Os destroços da aeronave caíram na Avenue du Maine. Este acidente resultou na morte de Augusto Severo e Georges Saché. 
Sobre o desastre, Georges Méliès realizou o curta-metragem La Catastrophe du ballon "Le Pax", que agora é considerado perdido.

### Galeria
- Élie-Victor Buchet <ref>Explorations in motoring history: the proceedings of the First United Kingdom History of Motoring Conference, 12th October 1996. Autor: Bryan J. H. Brown.
- Destroços do Pax na Avenue du Maine.
- Nota do Le Figaro, na edição de 12 de Maio de 1903, sobre o desastre do Pax.[5]